# 뉴욕 암스테르담 뉴스

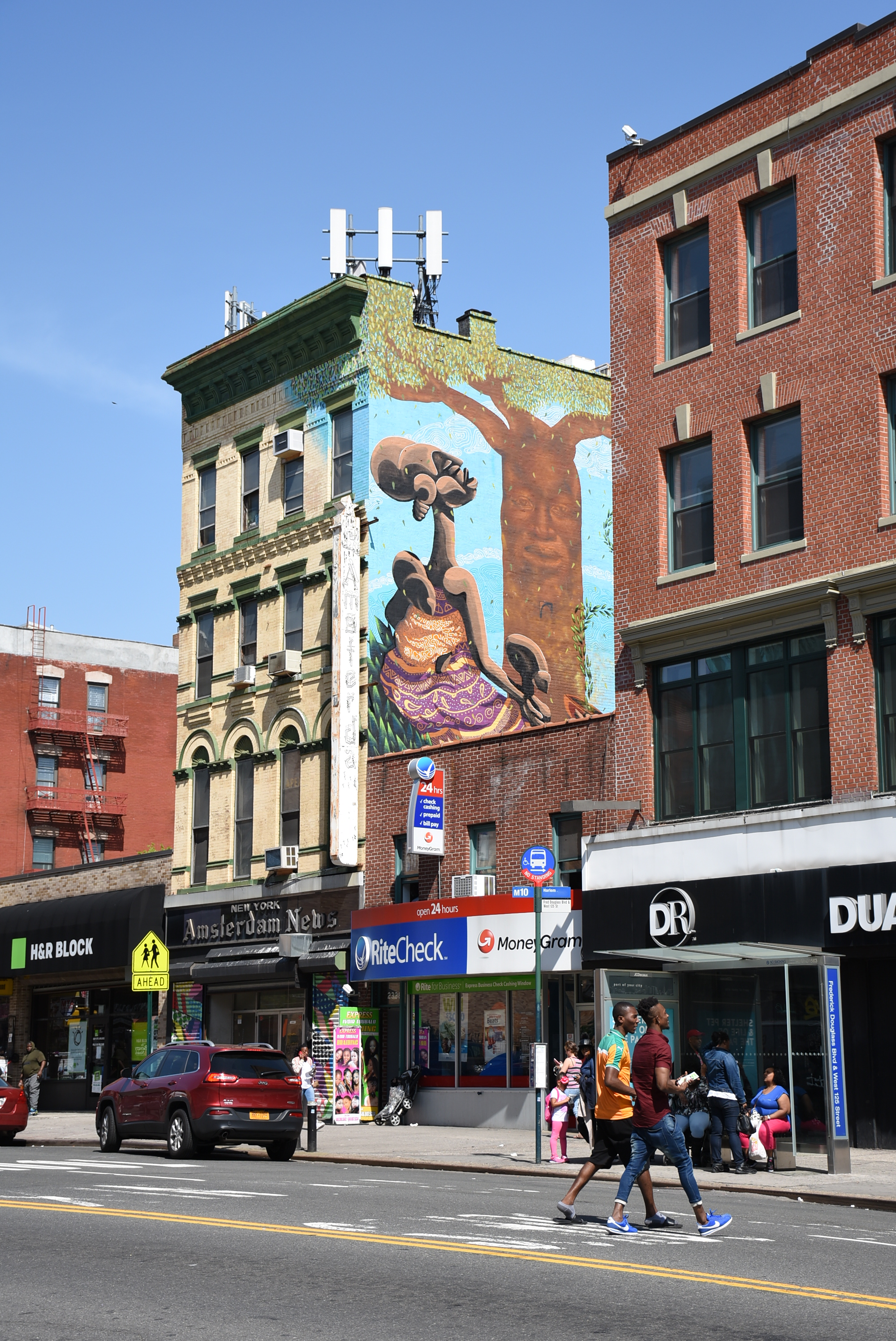

뉴욕 암스테르담 뉴스(New York Amsterdam News)는 미국 뉴욕에서 발행되는 아프리카계 미국인 신문이다. 한 주에 한 번 발행되며 미국에서 가장 오래된 아프리카계 미국인 신문 가운데 하나이다.